# François Couchepin
Pour les articles homonymes, voir Couchepin.
François Couchepin, né le 19 janvier 1935 à Martigny (originaire du même lieu) et mort le 23 février 2023 à Lausanne, est un homme politique suisse, membre du Parti radical-démocratique (PRD). Il est chancelier de la Confédération de 1991 à 1999.

## Biographie
François Couchepin naît le 19 janvier 1935 à Martigny, dans le canton du Valais. Il est originaire du même lieu.
Fils du juge fédéral Louis Couchepin et cousin du conseiller fédéral Pascal Couchepin, François Couchepin fait des études de droit à Lausanne où il obtient sa licence en 1957. Il obtient son brevet de notaire et d’avocat valaisan en 1959. De 1964 à 1980, il est à la tête d'un cabinet d’avocats à Martigny. De 1965 à 1980, il est membre, secrétaire, puis président du groupe radical du Grand Conseil du canton du Valais. Il est candidat malheureux au Conseil des États en 1975.
En 1980, il entre à la Chancellerie fédérale comme chef de la section française des services linguistiques. Nommé vice-chancelier en 1981, il assume en particulier la préparation des séances du gouvernement et tient leurs procès-verbaux. En 1990, il est préposé intérimaire au traitement des documents établis pour assurer la sécurité de l’État. Candidat radical à la succession de Walter Buser il est confronté à la concurrence de quatre opposants. Au sixième tour de scrutin, François Couchepin est finalement élu le 12 juin 1991 Chancelier de la Confédération face au candidat surprise Fritz Mühlemann (UDC) présenté à la dernière minute par le maire de Zurich, Sigmund Widmer.

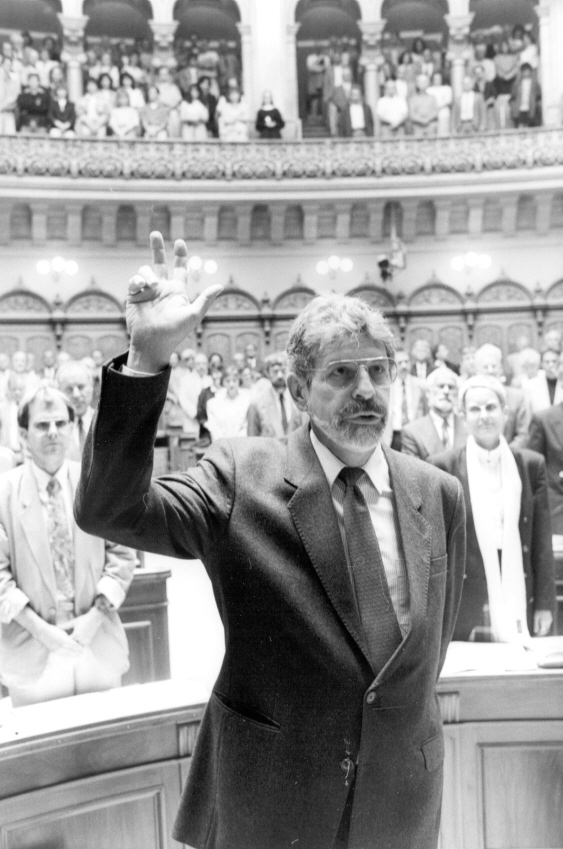
François Couchepin lors de sa prestation de serment en 1991.

Comme chancelier, il prépare deux révisions de la loi fédérale sur les droits politiques, en 1994 et en 1996, qui réforment le droit régissant l’élection du Conseil national puis celle sur la législation sur le droit d’initiative et le droit de vote. Les initiatives populaires doivent désormais être soumises à la votation populaire dans les dix mois qui suivent la fin des débats parlementaires alors qu'aucun délai n'était prévu auparavant ce qui a conduit parfois à des abus. Après l'échec d’un premier projet de révision comportant la nomination de secrétaires d'État plus nombreux (votation populaire du 9 juin 1996), il réussit un an plus tard à faire passer une réforme plus modeste avec la loi sur l'organisation du gouvernement et de l’administration.
Sous son mandat, le Préposé fédéral à la protection des données est rattaché à la Chancellerie fédérale, alors qu’il dépendait du DFJP, et l'Office central fédéral des imprimés et du matériel est transféré de la Chancellerie fédérale au Département des finances pour être fondu avec l’actuel Office fédéral des constructions et de la logistique.
Il accompagne l'informatisation de la législation qui est accessible en ligne dès 1999. Dans le cadre de l’engagement de la Suisse en faveur de la pacification des Balkans, la Chancellerie fédérale organise depuis 1996 les élections de Mostar, de la Bosnie-Herzégovine et du Kosovo parmi les requérants d’asile en Suisse.
Retraité en 1999, il rédige une pétition au Parlement en relation avec les nouvelles lois sur l’asile et les étrangers qui recueille plus de 8000 signatures[réf. nécessaire]. Le Parlement n'en ayant pas tenu compte, il s’engage fortement contre l'adoption de ces lois avant la votation du 24 septembre 2006.
Il meurt le 23 février 2023.

## Publication
- Coordination des actes d'un gouvernement collégial, Revue Pouvoirs n° 43, PUF, Paris 1987.